# Drawa
Drawa (tysk: Drage) er en flod og en populær vandsportsrute i det nordvestlige Polen. Den er 192 km lang, og har et afvandingsområde på 3.291 km2. Drawa har sit udspring ved Ukielsøen og løber ud i Noteć nær Krzyż Wielkopolski. Den er en del af Oder-systemet der løber til Østersøen Drawa er en den næststørste biflod til Noteć. Dens gennemsnitlige gradient er 0,61% og dens gennemstrømningshastighed 19 m3/s. Det er den længste flod i Pojezierze Drawskie .

## Geografi
Drawa løber gennem regionerne Pojezierze Drawskie, Równina Drawska. Kilden til Drawa findes i naturreservatet Dolina Pięciu Jezior. Derfra strømmer floden gennem Drawski Landscape Park, Drawieński Nationalpark og Drawskiskoven.

## Bifloder
De største bifloder til Drawa er Kokna, Korytnica, Mierzęcka Struga, Płociczna, Pokrętna, Słopica, Wąsowa . Flodens hovedstrømme er Bagnica, Drawsko, Drawka, Głęboka, Miedzniki, Moczel, Pełknica, Radówka, Sitna, Studzienica, Sucha, Szczuczna, og Wilżnica .
En kanal, Prostynia, løber ind i Drawa.

## Søer
Drawa løber gennem mange søer. I den øverste del af floden er der Górne, Krąg, Długie, Głębokie, Małe . Længere nede af floden ligger søerne Prosino, Żerdno, Drawskosøen, Rzepowskie, Lubie, Krosino, Wielkie og Małe Dębno.

## Byer
- Czaplinek
- Złocieniec
- Drawsko Pomorskie
- Prostynia
- Drawno
- Stir Osieczno
- Przedborowo
- Krzyż Wielkopolski

## Flora og fauna
Floden indeholder over tredive arter af fisk, herunder forskellige skalle, aborre, brisling, døbel, ferskvandskvabbe, ørred, stalling, brasen og forskellige karpearter. Floden er også et opholdssted for sjældne arter som havørred, eltitse, hvidfinnet ferskvandsulk og næseflir (vimba vimba).
Drawa er også vært for musvåge, rødalger, svampe, spargania og potamogeton .

## Historie
Fra det 14. århundrede er floden blevet brugt som en sejlrute.
På grund af sin rolige vandføring blev Drawa brugt til tømmerflådning.
Kurfyrste Frederik Vilhelm den Store af Brandenburg-Preussen iværksatte fra 1680 til 1681 projekter til at gøre Drawa sejlbar, for at fremme handelstrafikken mellem Bagpommern og Neumark i Markgrevskabet Brandenburg.
Siden 1700 har Drawa været brugt til at sejle honning fra Drawsko til Frankfurt. Sejladsen på floden fortsatte indtil Anden Verdenskrig .
I 1974 blev grundlagt naturreservatet Drawa og i 1990 Drawieński Nationalpark .
Drawa løber nær forskellige historiske bygninger. En af dem er Drahimski Slot, der blev omdannet til museum Slottet blev bygget i 1360 af St. Johannes-ordenen . Der er også interessante bunkere i nærheden af campingpladsen i Kotlina . På Drawas rute findes også Wedels Slot fra det 14. århundrede. På strækningen fra Lubie til Prostynia er rafting og kanosejlads forbudt, fordi Drawski Training Ground ligger i dette område.